# フレッド・ヒュートレル
フレッド・ヒュートレル（Fred Fewtrell、2000年6月27日 - ）は、ワーリンガーに所属するラグビー選手。

## プロフィール
- オーストラリア出身[1]。
- ポジションはロック(LO)。
- 身長 198cm、体重 110kg
- ニックネームはフレッド。

## 来歴
アングリカンチャーチグラマー高校卒業後、2021年、ヤマハ発動機ジュビロ(現・静岡ブルーレヴズ)に加入。同年2月21日にジャパンラグビートップリーグ第1節日野レッドドルフィンズ戦に先発出場で日本での公式戦初出場を果たす。
2022年、ワーリンガーに加入。